# سد بن العویدان
سد بن العویدان (به فرانسوی: Barrage Bin el Ouidane) یک سد قوسی و نیروگاه برقابی در مراکش است که در بنی‌ملال واقع شده‌است.